# Pocsaji-kapu
Pocsaji-kapu este o arie protejată (arie specială de conservare — SAC, sit de importanță comunitară — SCI) din Ungaria întinsă pe o suprafață de 284,24 ha, integral pe uscat.

## Localizare
Centrul sitului Pocsaji-kapu este situat la coordonatele 47°17′48″N 21°51′20″E / 47.296667°N 21.855556°E.

## Înființare
Situl Pocsaji-kapu a fost declarat sit de importanță comunitară în mai 2004 pentru a proteja 1 specie de plante și 16 specii de animale. Situl a fost protejat și ca arie specială de conservare în februarie 2010.

## Biodiversitate
Situată în ecoregiunea panonică, aria protejată conține 6 habitate naturale: Mlaștini alcaline, Pajiști stepice panonice pe loess, Stepe și mlaștini sărate panonice, Lacuri și iazuri distrofice naturale, Pajiști aluvionare inundabile, de Cnidion dubii, Păduri aluvionare cu Alnus glutinosa și Fraxinus excelsior (Alno-Padion, Alnion incanae, Salicion albae).
La baza desemnării sitului se află mai multe specii protejate:
- plante (1): Cirsium brachycephalum
- amfibieni (2): buhai de baltă cu burta roșie (Bombina bombina), triton cu creastă dobrogean (Triturus dobrogicus)
- mamifere (1): vidră de râu (Lutra lutra)
- nevertebrate (7): croitorul mare al stejarului (Cerambyx cerdo), Cucujus cinnaberinus, fluturele de noapte (Eriogaster catax), Gortyna borelii lunata, rădașcă (Lucanus cervus), fluturele purpuriu (Lycaena dispar), Probaticus subrugosus
- pești (5): zvârluga (Cobitis taenia), romanogobio albipinnatus (Gobio albipinnatus), țipar (Misgurnus fossilis), boarță (Rhodeus sericeus amarus), țigănuș (Umbra krameri)
- reptile (1): țestoasa de baltă (Emys orbicularis)

Pe lângă speciile protejate, pe teritoriul sitului au mai fost identificate 6 specii de plante, 1 specie de mamifere, 1 specie de nevertebrate, 1 specie de reptile.